# Samuele Porro
Samuele Porro, né le 15 mai 1988 à Côme, est un coureur cycliste italien spécialiste de VTT cross-country.

## Palmarès en VTT

### Championnats du monde
- Val Gardena 2015
  - 7e du cross-country marathon
- Laissac 2016
  - 5e du cross-country marathon
- Auronzo 2018
  - 5e du cross-country marathon
- Grächen 2019
  -  Médaillé de bronze du cross-country marathon

### Coupe du monde
- Coupe du monde de cross-country marathon
  - 2023 : 7e du classement général
  - 2024 : 4e du classement général

### Championnats d'Europe
- 2018
  -  Médaillé d'argent du VTT marathon
- 2019
  -  Médaillé d'argent du VTT marathon
- 2021
  -  Médaillé d'argent du VTT marathon

### Championnats d'Italie
- 2013
  - 3e du cross-country marathon
- 2014
  -  Champion d'Italie de cross-country marathon
- 2015
  -  Champion d'Italie de cross-country marathon
- 2016
  - 3e du cross-country marathon
- 2017
  - 2e du cross-country marathon
- 2018
  -  Champion d'Italie de cross-country marathon
- 2019
  -  Champion d'Italie de cross-country marathon
- 2020
  -  Champion d'Italie de cross-country marathon